# 官文

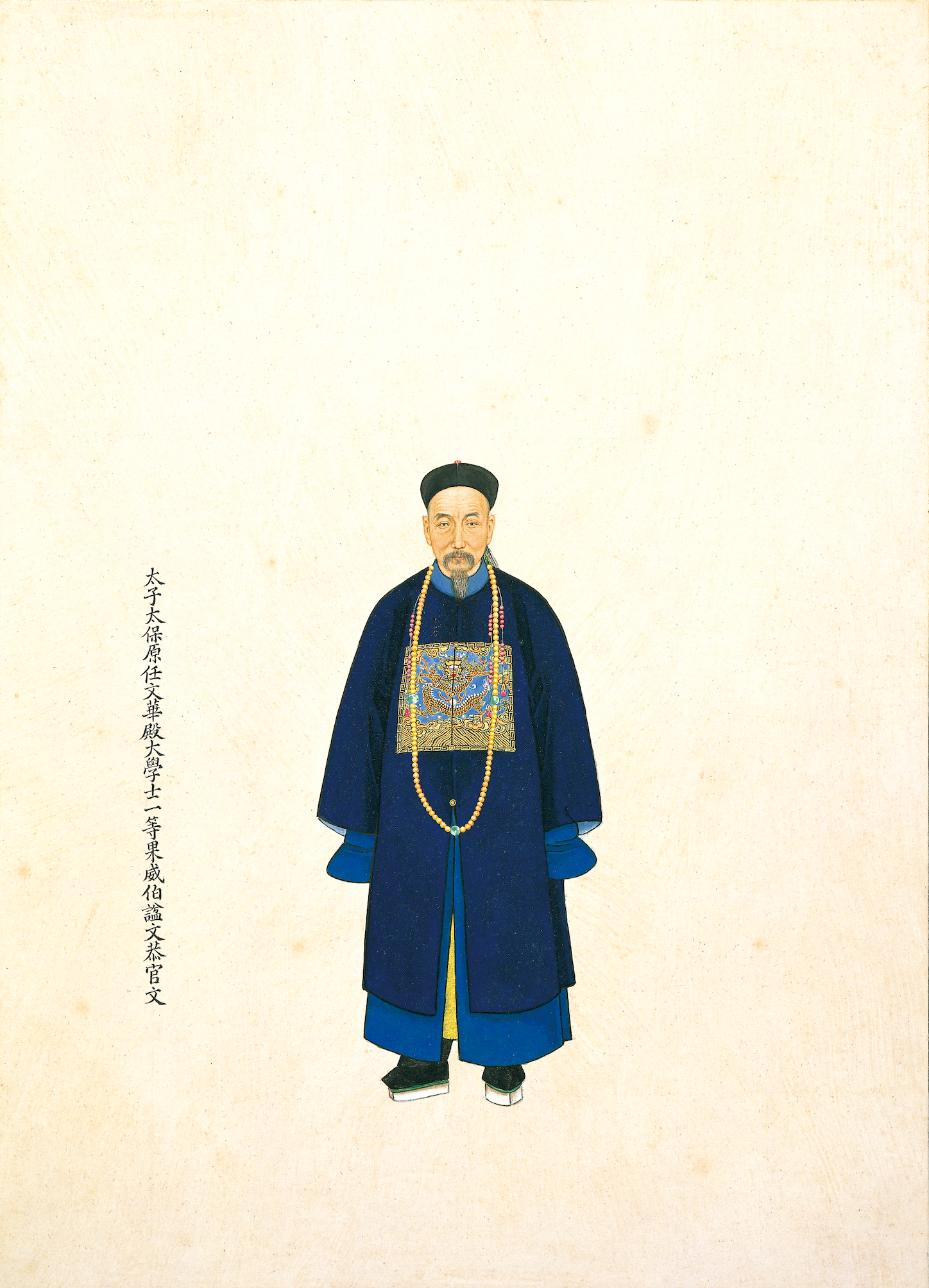
官文

官文（穆麟德轉寫：guwanwen，1798年—1871年），字秀峰，清朝官员，原隶属内务府正白旗汉军，后抬入满洲正白旗，王佳氏。出身军人世家，官至直隸總督、太子太保、文華殿大學士。
最初是殿前蓝翎侍卫，後任荊州將軍，杨霈被撤职，調湖廣總督，任內領導八旗綠營，與湘軍共同平定太平天國，清叙功官文只小于曾国藩侯爵，官封一级伯爵。
官文不谙政事，诸事决於家奴，时人称湖广总督府有「三大」，即妾大、门丁大、庖人（厨子）大。初期頗掣肘排擠曾國藩；平定太平天國后封二等侯，僅次於一等侯曾國藩。曾國藩批評他「才具平庸」，但時任湖北巡撫的胡林翼對他極力籠絡，收官文之小妾為義妹。從此政事概由胡出，官文唯唯諾諾而已。
1866年十一月因勦捻軍無功遭左宗棠、曾國荃共同上疏彈劾摘去湖廣總督職，晚清朝廷此次政爭也被視為漢人督撫開始掌握實權，滿人勢力消退分水嶺。1867年召还京，代理直隶总督。1871年病死。谥文恭。同治四年获封一等果威伯，著作《蕩平髮逆附記》、《敦教堂诗钞》。

## 延伸阅读
[在维基数据编辑]
 《清史稿·卷388》，出自趙爾巽《清史稿》